# Oliver Strohmaier
Oliver Strohmaier, född 2 januari 1968 i Eisenerz i Steiermark, är en österrikisk tidigare backhoppare. Han var med i österrikiska landslaget.

## Karriär
Oliver Strohmaier växte upp i Riezlern i Kleinwalsertal. Han studerade vi skidgymnasiet i Stams. Oliver Strohmaier startade i sin första internationella tävling i Paul-Ausserleitner-backen på hemmaplan i Bischofshofen 6 januari 1986, under avslutningen av tysk-österrikiska backhopparveckan säsongen 1985/1986. Han blev nummer 83 i sin första deltävling i backhopparveckan, som också ingår i världscupen. Strohmaier slutade bland de tio bästa i en världscupdeltävling i öppningen av backhopparveckan i Schattenbergbacken i Oberstdorf i dåvarande Västtyskland 30 december 1986. Han slutade på en åttonde plats, 3,9 poäng från prispallen. Han slutade fyra i deltävlingarna i stora Ōkurayama-backen i Sapporo i Japan 25 januari 1987 och i normalbacken i Lahtis i Finland 1 mars 1987. Som bäst i en deltävling i världscupen blev han i stora backen i Meldal i Norge 18 mars 1988 då han blev tvåa efter hemmafavoriten Erik Johnsen. Säsongen 1986/1987 blev Strohmeier nummer 21 sammanlagt i världscupen och nummer 20 i backhopparveckan, vilket var hans bästa resultat i de stora turneringarna.
Strohmaier deltog i Skid-VM 1987 i Oberstdorf. Han tävlade i normalbacken och blev nummer 21. Oliver Strohmaier har en guldmedalje och tre bronsmedaljer från österrikiska mästerskap. Han har också en guldmedalj i lagtävlingen under Universiaden i Zakopane i Polen 1993.
Oliver Strohmaier avslutade sin backhoppskarriär 1995.